# Valenton
Valenton là một xã ở ngoại ô phía đông nam của Paris, Pháp. Nó nằm cách 15,1 km (9,4 mi) tình từ trung tâm của Paris.